# Meister Bertram

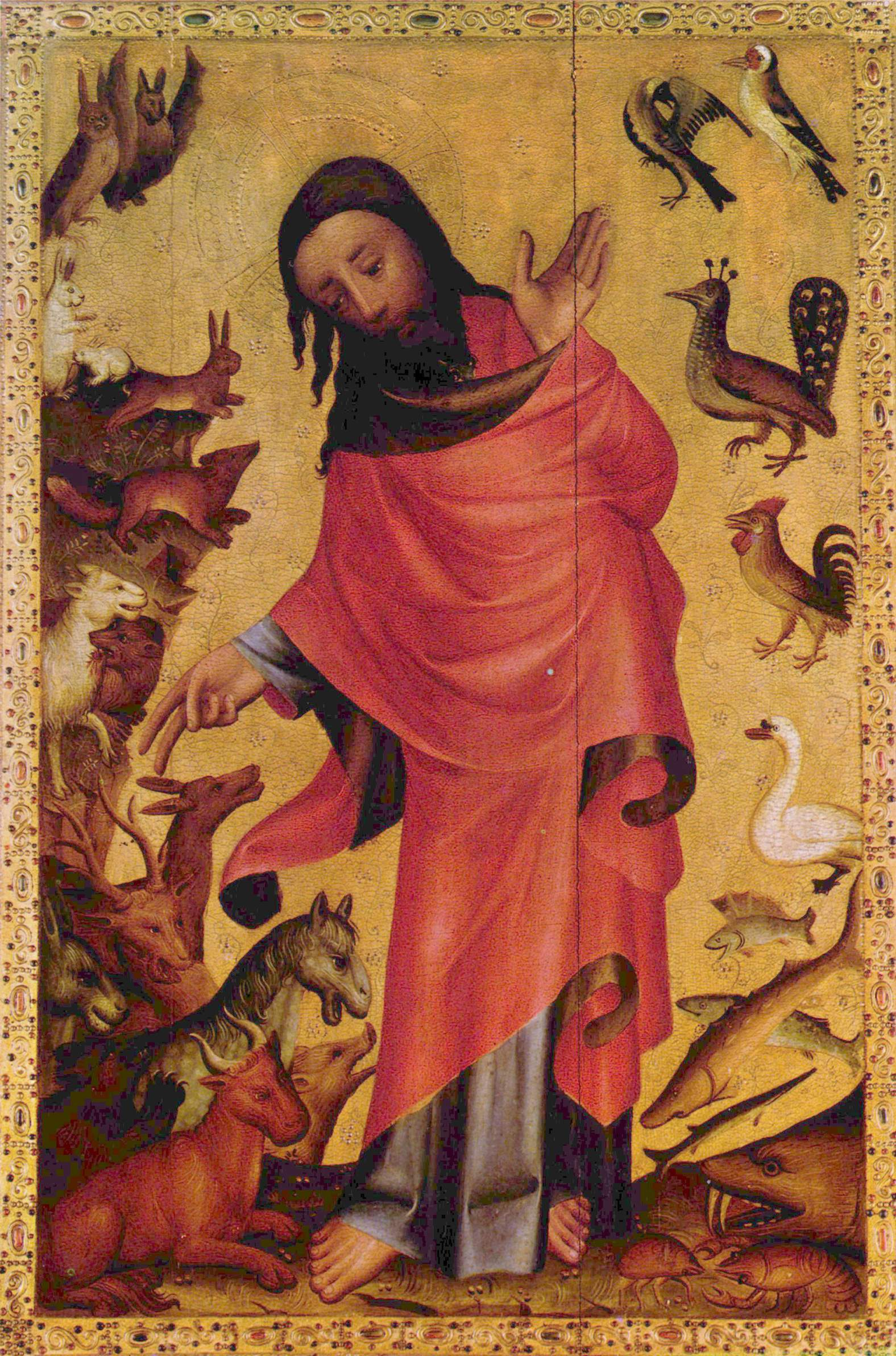
Meister Bertram: Grabower Altar (1375–1383), Szene: Die Erschaffung der Tiere

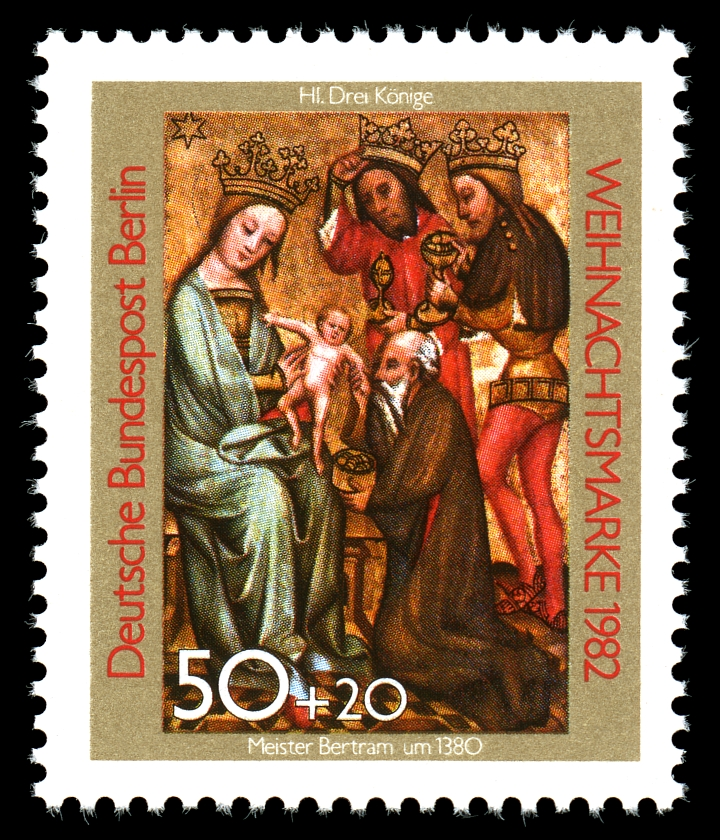
Anbetung der Könige, Detail des Petri-Altars von Meister Bertram, auf der Berliner Weihnachtsbriefmarke von 1982

Bertram von Minden, auch bekannt als Meister Bertram (* um 1340 in oder bei Minden (Westfalen); † 1414 oder 1415 in Hamburg), war einer der bedeutendsten Maler der Gotik. Der Ortsteil Bierde von Petershagen an der Weser gilt neben Minden als Geburtsort von Meister Bertram, da dessen Bruder urkundlich als Cord van Byrde ein Toponym trug. Seine genaue Lebenszeit ist unbekannt. Man vermutet, dass er eine Ausbildung bei den Hofkünstlern Kaiser Karls IV. in Prag genossen hat.

## Leben
1367 wurde er als Bertram Pictor erstmals in Hamburg genannt. Trotz der Bezeichnung Pictor für Maler war er nicht unwesentlich auch als Holzschnitzer und Buchmaler tätig. 1371 kaufte er ein Haus in der heutigen Schmiedestraße (damals Sattlerstraße), die 50 Meter vom Westportal des Mariendoms entfernt lag und 100 Meter vom Südportal von St. Petri. 1383 kaufte er in derselben Straße ein anderes Haus. In unmittelbarer Nachbarschaft wohnte ein weiterer Maler Nycolaus.
Bertram von Minden leitete eine große Werkstatt, in der Maler und Bildschnitzer tätig waren, um verschiedenste Aufträge auszuführen. Laut Satzung des Maleramtes standen ihm zwei Gesellen und zwei Lehrlinge zur Seite. Für die Stadt Hamburg und für Privatpersonen besorgte er bzw. seine Werkstatt das Fassen, Firnissen und Restaurieren von Skulpturen, bemalte Dokumenten- und Satteltaschen sowie einen Leuchterbaum oder Hängeleuchter.
Bertram erhielt die wichtigsten künstlerischen Aufträge der Zeit in der Hansestadt, so auch den Hauptaltar der St. Petri-Kirche, der ersten Pfarrkirche Hamburgs. Der Altar gilt als sein Hauptwerk und wird heute Grabower Altar genannt (s. u.). Das Datum seiner Fertigstellung ist mit 1383 überliefert.
In Bertrams erstem Testament von 1390 ist von einer geplanten Pilgerfahrt nach Rom die Rede. Ob diese Pilgerfahrt tatsächlich stattfand, ist durch Schriftdokumente nicht belegbar. Jedoch möchten einige Kunsthistoriker Bertrams stilistische Weiterentwicklung auf diese Italienreise zurückführen. 1410 verfasste Meister Bertram ein weiteres Testament, in dem er seine noch unmündige Tochter Gesa bedenkt. Daraus ist zu folgern, dass seine Ehefrau kurz vorher verstorben sein muss, da er im vorausgegangenen Testament seine Ehefrau als Erbin eingesetzt hatte. Die letzte überlieferte Urkunde Bertrams stammt von 1410. Nach Bertrams Tod übernahm sein Haus ein Maler namens Johannes und war damit wohl auch der Werkstattnachfolger.

## Ausbildung und stilistische Entwicklung
Über seinen Ausbildungsweg lassen sich nur Mutmaßungen anstellen. Volker Plagemann hält eine Lehrzeit in Minden durchaus für denkbar, da der Mindener Dom im 14. Jahrhundert fertiggestellt wurde und ausgestattet werden musste. Zudem gab es in der Bischofsstadt Minden drei Pfarrkirchen. Weiter vermutet Plagemann, dass Bertram als wandernder Geselle große Kunstzentren wie Prag, als Sitz des römisch-deutschen Kaisers Karl IV., sowie, am Rhein entlang reisend, Straßburg und Köln aufgesucht hat.
Bertrams Arbeiten lassen sich dem Stil der Internationalen Gotik zuordnen, der in Prag und Straßburg besonders beliebt war. Durch die stilistische Verwandtschaft mit den Gemälden Meister Theoderichs in der Burg Karlštejn bei Prag kann man zudem eine Herkunftslinie von der Böhmischen Malerei her ziehen. Mehrere Kunstwissenschaftler halten einen längeren Aufenthalt Bertrams in Prag deshalb für wahrscheinlich.
Auch zur westfälischen Kunst besteht eine Beziehung, was wegen seines Geburtsortes nicht verwundert. Verwandt mit Bertrams Stil ist etwa der „Passionsaltar“ aus Osnabrück im Kölner Wallraf-Richartz-Museum.
Die Tier- und Landschaftsdarstellungen auf seinen Gemälden zeigen auch eine große Nähe zur französischen Buchmalerei, die damals tonangebend war. In der Bertram-Forschung wird immer wieder die Frage aufgeworfen, ob und inwieweit jemand, der nach damaliger Auffassung dem Handwerkerstand angehörte, Zugang zu solchen Büchern haben konnte. Doch stammte Bertram aus einer begüterten Familie, die Zugang zur Bildung hatte. Ein Familienmitglied Bertrams etwa war Priester.

## Werk

### Grabower Altar

#### Geschichte
Bei dem Werk handelt es sich um den früheren Altar der Hamburger St. Petrikirche und gleichzeitig um den frühesten vollständig erhaltenen Flügelaltar Norddeutschlands. Aus der Hamburger St. Petrikirche war er im 18. Jahrhundert nach Grabow in Mecklenburg gebracht worden, weil die dortige Stadtkirche durch einen Brand ihren Altar verloren hatte. Durch diesen Ortswechsel blieb er seinerseits von dem verheerenden Hamburger Brand von 1842, der auch die St. Petrikirche zerstörte, verschont. 1903 hatte Alfred Lichtwark den nun Grabower Altar genannten Altar für die Hamburger Kunsthalle erworben. Die Entdeckung des Altars in der Grabower Kirche brachte erst die Erforschung der spätmittelalterlichen Tafelmalerei Norddeutschlands in Gang.
In den Grundzügen stimmt das um 1380 geschaffene Landkirchener Retabel  aus dem Umfeld Meister Bertrams mit dem Grabower Altar überein.

#### Beschreibung
Der Klapp- bzw. Flügel-Altar war ursprünglich im Chor von St. Petri aufgestellt. Er ist im geöffneten Zustand über 7,26 Meter breit und 2,77 Meter hoch. Der Altar besteht aus einem Mittelschrein, vier Flügeln, einer Predella und einer bekrönenden Maßwerkleiste. Zum Altar gehören 79 Schnitzfiguren sowie 24 einzelne Tafelbilder. Die im geschlossenen Zustand sichtbaren Außenseiten des äußeren Flügelpaars haben ihre ursprüngliche Bemalung verloren, lediglich Reste einer nachträglichen Übermalung sind erhalten. Klappt man sie auf, erscheinen ihre bemalten Innenseiten, in der Mitte sieht man die bemalten Rückseiten der beiden inneren Flügel. Faltet man dann diese inneren Flügel auf, so sieht man ihre geschnitzten Innenseiten und den geschnitzten Mittelschrein. Die Predella und der bekrönende Maßwerk-Kamm sind mit weiteren Schnitzfiguren verziert. Im völlig geöffneten Zustand ist der Flügelaltar also vollständig mit geschnitzten Figuren geschmückt, der geschlossene Zustand und die erste Öffnung zeig(t)en dagegen Gemälde. In der heutigen Präsentation in der Hamburger Kunsthalle sind die Tafelseiten voneinander getrennt, so dass man alle Seiten der Tafeln zugleich betrachten kann.
Die erste Öffnung zeigt auf den gemalten Tafeln den berühmten, ikonographisch sehr reichen Bilderzyklus der Schöpfungsgeschichte, die Geschichte der Patriarchen des Alten Testamentes und die Kindheit Christi. Im geöffneten Zustand geht lediglich die Kreuzigungsgruppe in der Mitte über die volle Höhe des Schreins, sonst ist der Altar in zwei Register eingeteilt. Sie sind mit einer Folge von stehenden Einzelfiguren versehen, die von Baldachinen auf Strebepfeilern bekrönt werden. Der Mittelschrein zeigt in jedem Geschoss je fünf Figuren links und rechts der Mittelgruppe, also insgesamt 20 Figuren. Die Flügel haben jeweils sechs Figuren pro Geschoss, also zusammen 24 Figuren. Die Predella weist zwölf Sitzfiguren auf. Insgesamt hat der Altar also 56 Figuren plus der drei Figuren der Kreuzigungsgruppe. Dazu kommen die 20 Halbfiguren-Büsten in der oberen Maßwerkbalustrade.

#### Stifter
Als Stifter des Altars gelten Bertrammus Horborch, der zwischen 1366 und 1396 Bürgermeister von Hamburg war, und sein Bruder, der Theologieprofessor Wilhelm Horborch. Die Brüder entstammten einer alten Hamburger Ratsherrenfamilie. Schon der Vater der beiden war Bürgermeister gewesen. Bertrammus Horborch kümmerte sich jahrzehntelang um den Neu- und Ausbau der ersten Pfarrkirche der Bürgerschaft. Die Hamburger Bürgermeister nannten sich auch noch später „Patrone von St. Petri“.
Der Theologe Wilhelm Horborch gehörte dem Domkapitel des Hamburger Mariendomes an. Er hatte in Paris Theologie studiert und betrieb Politik im Interesse der Stadt Hamburg beim Papst in Avignon. 1361 ernannte ihn Papst Innozenz VI. zum päpstlichen Nuntius und Kollektor der Erzdiözese Bremen sowie in den Bistümern Verden und Kammin. Ein Jahr später erreichte er beim Papst einen päpstlichen Schutzbrief an die Hamburger Bevölkerung, um den Strandraub einzudämmen. 1367 erlangte Horborch an der Universität Bologna die Doktorwürde, schließlich erwarb er sich einen internationalen Ruf als Rechtsgelehrter. 1384, ein Jahr nach der Aufstellung des Hochaltars, verstarb er in Rom.
Da die Kirche im 14. Jahrhundert den Aposteln Petrus und Paulus geweiht worden war, müssen im Altar auch Reliquien (oder was dafür gehalten wurde) der beiden Apostel aufbewahrt gewesen sein. Petrus und Paulus galten als Führergestalten der frühchristlichen Kirche. Petrus stand bildlich als „Fels“ der Kirche. Der Papst selbst bezeichnete sich als Nachfolger Petri. Paulus war der Apostel der Heiden.

#### Veränderungen
Mit der Einführung der Reformation verloren die beiden Apostel an Bedeutung. Petrus’ hohes Ansehen in der Papstkirche verkehrte sich in sein Gegenteil – gerade wegen der Bezugnahme des Papstes auf ihn. Nach der Reformation nahm die Wertschätzung der beiden Heiligen in Hamburg rapide ab. 1556 verkaufte die nunmehr protestantische Gemeinde St. Petri die seit alters her in ihrem Besitz befindlichen Silberstatuen der Apostel.
1595 ließ Johannes Schellhammer (1540–1620), aus Thüringen stammender Pastor der Gemeinde, die beiden Außenflügel des von Meister Bertram geschaffenen Altars abmontieren. Im gleichen Jahr wurden sie dem aus den Niederlanden stammenden Maler Aegidius Coignet zur Verfügung gestellt, der auf Bertrams gotische Gemälde Bilder im Stil der Zeit malte. Coignet war aus religiösen Gründen aus seiner Heimat geflohen. Eine der von ihm übermalten Tafeln war in die Kirche St. Jakobi gelangt, wo sie 1866 der Stadtarchivar Dr. Lappenberg entdeckte. Durch dessen schriftliches Zeugnis von dem Fund konnte Alfred Lichtwark Bertrams Werk in Grabow wieder ausfindig machen. In Lappenbergs Veröffentlichung stand, dass auf dem barocken Gemälde noch Goldgrund sowie eine nackte Rückenfigur mit Sonne, Mond und Sternen zu erkennen seien.
1596 erneuerte Jost Rogge die Kreuzigungsszene im Zentrum des Altares. Der Golgota-Hügel ist deshalb heute auf der Altarrückseite mit Rogges Initialen „I.R.“ und der Jahreszahl „1596“ signiert. Beutler nimmt sogar an, dass es sich bei der Kreuzigung gar nicht um die Originalszene aus der Entstehungszeit handelte. Stattdessen soll ursprünglich die Darstellung von Maria und Jesus im Zentrum des Altars gestanden haben. Diese Annahme wird von anderen Kunsthistorikern wiederum bezweifelt. Letztlich gibt es über die zentrale Originalszene keinerlei Gewissheit.

### Zugeschriebene Werke
- Im Kloster Doberan: Zwei Relieftafeln (Geburt Christi und Flucht nach Ägypten) für den Lettner sowie alttestamentliche Könige, Propheten und Apostel auf den Innenseiten des Flügelaltares (1467).
- Pierpont Morgan Library, New York: Miniaturen aus einem Missale. Auf den drei erhaltenen Seiten sind die Auferstehung Christi, eine Messhandlung zu Fronleichnam sowie die Darstellung Christi im Tempel zu sehen (datiert auf vor 1381, dem Todesjahr des Auftraggebers Johann von Wunstorp).
- Musée des Arts Décoratifs, Paris: Sechs Passionstafeln, die vermutlich zu zwei Altartafeln gehört haben.
- Sammlung Thyssen in Castagnola: Kleiner Hausaltar mit der Mitteldarstellung der Vera Icon. Als frühes Werk geltend und der Buchmalerei nahestehend.
- Niedersächsisches Landesmuseum: Der 1394 (?) wohl für die heute nicht mehr vorhandene Hamburger St. Johanniskirche angefertigte Passionsaltar zeigt einen, vom Grabower Altar ausgehend, weiterentwickelten Stil, insbesondere, was die Architekturen betrifft.

### Werkstattarbeiten
- Hamburger Kunsthalle: Meister Bertram oder seiner Werkstatt werden auch der Buxtehuder Altar (um 1400) zugeschrieben sowie der Harvestehuder Altar (um 1410).

### Wirkungskreis
- Victoria and Albert Museum, London: Apokalypsenaltar
- Kloster Wienhausen: Leuchterampeln mit Engeln bemalt

### Urkundlich belegte Werke
Diese Aufträge für den Hamburger Rat sind urkundlich belegt, aber nicht mehr erhalten:
- Holzskulptur einer Maria vor dem Millerntor (1367)
- Erneuerung einer Engelsskulptur im Rathaus (1367)
- Bemalung einer Botentasche (1367)
- Kronleuchter in der Rathaushalle (1372); dessen Erneuerung 1387
- Fassen der hölzernen Rolandsfigur (1376, 1377, 1381, 1383, 1385, 1389)
- Holzskulptur einer Maria vor dem Lübecker Tor (1377)
- Drei Holzskulpturen sowie sechs Schilde am Winser Baum (1385)
- Holzskulptur eines Christophorus und eines Christus (1385)

In Hamburg ist nach ihm die Meister-Bertram-Straße an der Stadtteilgrenze zwischen Barmbek-Nord und Ohlsdorf benannt.